# Benito Artigas Arpón
Benito Artigas Arpón (Calahorra, 24 de marzo de 1881-Ciudad de México, 29 de octubre de 1961) fue un periodista y político español. Durante la Segunda República fue diputado en Cortes. Tras el final de la Guerra Civil marchó al exilio, instalándose primero en Francia y luego en México.

## Biografía

### Carrera periodística y política
Nació en Calahorra en 1881. Primer presidente de la Federación de Obreros de Soria, desde su fundación en el Casino de Soria el 21 de enero de 1909, hasta que fue sucedido por Emilio Benito y su fusión con la UGT en 1915. Periodista de profesión, colaboró con diversas publicaciones. Fue director del periódico Tierra Soriana y redactor de los diarios La Voz y El Sol en Madrid. Llegó a ser propietario del bisemanario La Voz de Soria, el cual se editó entre 1922 y 1936.
En 1929 participó en la fundación del Partido Republicano Radical Socialista (PRRS) junto a figuras como Álvaro de Albornoz, Marcelino Domingo o Ángel Galarza. Tras la proclamación de la Segunda República, en las elecciones constituyentes de 1931 resultó electo diputado en Cortes por Soria. Entre 1931 y 1932 desempeñó el puesto de delegado del Gobierno en los Canales del Lozoya. Figura relevante en el seno del PRRS, Artigas fue el único miembro fundador que no abandonó la formación durante la grave crisis interna de 1933 que terminaría con la desaparición del partido. En 1934, fue uno de los radical-socialistas fundadores del partido Unión Republicana, de cuyo Consejo Nacional fue presidente. En las elecciones de 1936 volvió a obtener el acta de diputado por Soria.

### Guerra Civil y exilio
El 21 de julio de 1936 se vio obligado a huir de Soria a Madrid para salvar su vida, una vez comprobó que no era posible evitar la sublevación en la capital de la provincia, tras pasarse reunido casi todo el día anterior con el Gobernador Civil y el teniente coronel de la Guardia Civil Ignacio Muga quien, de acuerdo con el comandante militar de la plaza, el teniente coronel de Infantería Rafael Sevillano Carvajal, terminó por declarar el estado de guerra. La misma noche del 21 entró en Soria capital la columna del coronel García-Escámez, formada por un millar de hombres. García-Escámez destituyó a Muga por su pasividad, en parte por haber dejado salir de Soria a Artigas y al gobernador.
Ya iniciada la Guerra Civil promovió la creación del batallón «Numancia», formado por voluntarios de origen soriano, riojano y navarro, del cual Benito Artigas llegó a ser comandante. Durante la contienda también pasó a formar parte de la redacción del diario ABC de Madrid, el cual se había convertido en órgano de expresión de Unión Republicana. Entre 1937 y 1938 desempeñó el puesto de director general de Obras Hidráulicas y Puertos en el gobierno de Juan Negrín.
Tras el final de la contienda marchó al exilio, instalándose primero en Francia y luego en México. Durante este período dirigió la revista España, que se editaba en Perpiñán, y fue colaborador del semanario L’Espagne Républicaine, de Ricardo Gasset, que se publicó entre 1947 y 1949. Una vez instalado en México colaboró con la revista Hoy. Falleció en 1961 en la Ciudad de México.

## Obras
Autor, entre otras, de las obras: El binomio Prieto-Lorenzo Pardo y las obras públicas: una mala política (1933), Los republicanos españoles en el momento de decidirse el porvenir de los pueblos (1945) y De la tragedia de España: crónica general de la guerra civil (obra póstuma editada en 1978).